# ديك سيمبسون
ديك سيمبسون (بالإنجليزية: Dick Simpson)‏ هو لاعب كرة قاعدة أمريكي، ولد في 28 يوليو 1943 في واشنطن العاصمة في الولايات المتحدة.

## وصلات خارجية
- ديك سيمبسون على موقعبيزبول رفرنس.كوم (الدوري الرئيسي) (الإنجليزية)
- ديك سيمبسون على موقعبيزبول رفرنس.كوم (الدوري الثانوي) (الإنجليزية)